# Феррис, Каллум
Каллум Феррис (англ. Callum Ferris; 5 июля 2001) — североирландский футбольный нападающий, игрок клуба «Балликлер Комрадс». Самый молодой игрок, забивавший когда-либо гол в высшей лиге Северной Ирландии. Младший брат футболиста Натаниэля Ферриса

## Карьера
В начале 2016 года Каллум и ещё три юных игрока «Портадауна» прошли стажировку в шотландском «Рейнджерс» по программе «Клуб NI». Летом того же года в юниорском разряде Суперкубка NI в составе сборной графства Даун он занял шестое место. 26 августа Феррис вышел на поле в стартовом составе юношеской сборной Северной Ирландии (до 16 лет), которая в товарищеском матче в Таллине переиграла сверстников из Эстонии (1:0).
Первый раз в заявку основной команды «Портадауна» на официальный матч Каллум попал 26 декабря 2016 года, когда его клуб принимал в рамках чемпионата своего непримиримого соперника — «Гленавон». Его присутствие на скамейке запасных стало предметом споров, так как в своём последнем матче в юниорской лиге (до 17 лет) против сверстников из всё того же «Гленавона», состоявшемся 9 декабря, он был удалён с поля. В свою очередь, у «Гленавона» на поле присутствовал Дэвид Элеберт, который должен был пропускать матч из-за пяти жёлтых карточек, три из которых он получил в матчах за дублирующие составы. Однако Североирландская мальчишеская футбольная ассоциация, под эгидой которой выступал Феррис, заявила, что может наложить дисквалификацию только на игры в рамках подконтрольных ей турниров, а «Гленавон» был наказан техническим поражением.
Дебютировать во взрослом футболе Каллуму удалось 3 января 2017 года, когда он вышел на замену после перерыва в домашней игре чемпионата против «Гленторана» (0:5). На тот момент игроку было 15 лет и 182 дня, и, таким образом, он стал самым молодым игроком взрослой команды в истории «Портадауна», побив рекорд легенды клуба Дэви Кокрана, который в 1936 году вышел на поле в возрасте 15 лет и 252 дней. 18 апреля Каллум стал обладателем ещё одного рекорда: поразив с пенальти ворота «Ардс» в возрасте 15 лет и 287 дней, он стал самым молодым автором забитого мяча в истории высшей лиги чемпионата Северной Ирландии, однако «Портс» проиграли ту встречу (2:3) и тем самым оформили свой «вылет» в Первый Чемпионшип.